# Chthonius tetrachelatus
Chthonius tetrachelatus is een bastaardschorpioenensoort uit de familie van de Chthoniidae. De wetenschappelijke naam van de soort is voor het eerst geldig gepubliceerd in 1790 door Preyssler.